# Електронний облік деревини
Електро́нний о́блік деревини́ (лі́су) — контроль обліку деревних матеріалів (лісодеревини) з допомогою новітніх електронних технологій.

## Технологія
Електронна система обліку багатоступенева. Коли у лісі будуть відводити ділянки під майбутні лісосіки, кожне дерево на цих ділянках обміряють, визначать категорію технічної придатності тощо та помітять спеціальним електронним чипом. Після зрубування чипи видалять зі стовбурів, а деревину помітять своєрідним штрих-кодом. За допомогою спеціального обладнання за штрих-кодом можна буде з’ясувати, з якого дерева виготовлено виріб, у якому лісгоспі воно виросло, хто й коли його переробив.